# رون طومسون (لاعب كرة قدم)
رون طومسون (بالإنجليزية: Ron Thompson)‏ (20 يناير 1932 بكارلايل في المملكة المتحدة - 5 يونيو 2020) هو لاعب كرة قدم بريطاني في مركز نصف الجناح. لعب مع نادي كارلايل يونايتد.

## وصلات خارجية
- رون طومسون (لاعب كرة قدم) على موقع قاعدة بيانات كرة القدم.إي يو (الإنجليزية)